# Liste der Naturdenkmale in Falkensee
Die Liste der Naturdenkmale in Falkensee enthält alle Naturdenkmale der brandenburgischen Stadt Falkensee und ihrer Ortsteile im Landkreis Havelland, welche durch Rechtsverordnung geschützt sind. (Stand: 2014)
In den Spalten befinden sich folgende Informationen:
- Nr.: Identifizierungsnummer nach veröffentlichter Liste. Sie wird von der unteren Naturschutzbehörde des Landkreises oder der kreisfreien Stadt vergeben. Wenn sie bekannt ist, wird sie angegeben. In dieser Spalte kann sich zusätzlich das Wort Wikidata befinden, der entsprechende Link führt zu Angaben zu diesem Naturdenkmal bei Wikidata.
- Bezeichnung: Benennung des Naturdenkmals, in der Regel wird bei Bäume die Baumart genannt. Bekannte Eigennamen werden mit angegeben.
- Gemarkung: Ort oder Gemarkung, in der sich das Naturdenkmal befindet
- Lage: Nennt die Lage des Naturdenkmals im jeweiligen Ortsteil und die geografischen Koordinaten des Naturdenkmals. Link zu einem Kartenansichtstool, um Koordinaten zu setzen. In der Kartenansicht sind Naturdenkmale ohne Koordinaten mit einem roten beziehungsweise orangen Marker dargestellt und können in der Karte gesetzt werden. Denkmale ohne Bild sind mit einem blauen bzw. roten Marker gekennzeichnet, Denkmale mit Bild mit einem grünen beziehungsweise orangen Marker.
- Beschreibung: die Beschreibung des Naturdenkmales
- Schutzzweck: Erläutert den Grund der Unterschutzstellung
- Bild: Zeigt ein Bild des Naturdenkmales und gegebenenfalls ein Link zu weiteren Fotos im Medienarchiv Wikimedia Commons

## Falkensee
| Bild                                    | Bezeichnung                                            | Lage | Beschreibung | Schutzzweck | Nummer  |
| --------------------------------------- | ------------------------------------------------------ | --- | --- | ----------- | ------- |
| Direkt Bild zu diesem Denkmal hochladen | Hohe Eiche                                             | Falkensee, An der Straße Falkensee - Alt Brieselang, links vor der Bahnschranke im Wald 49/14/3 ()                           | Erhaltung als Repräsentant seiner Art; Zeuge der Waldbewirtschaftung; besonders markanter Baum - Seitenneigung des Stammes; Totholz unterschiedlicher Stärke in der teils verlichteten Krone; Vitalität II-III - Alter geschätzt 200 Jahre - Stammumfang: 529 - seit 1962 im Kataster |             | 0058 B  |
| BW                                      | 2 Hauslinden in der Freymuthstraße 30                  | Falkensee, Im Vorgarten Freymuthstraße 30 29/453 (52° 34′ 0″ N, 13° 6′ 5,7″ O)                                               | Vergangenheitszeugen, einige der wenigen noch erhaltenen Hausbäume im ehemaligen Dorf Falkenhagen; Ortsbild-Prägung; historischer Bezug - Zwei Bäume Baum 1 (rechte Seite): Spitzendürre; Kronenäste absterbend; Wurzelfäule Baum 2 (linke Seite): stammfaul - Alter geschätzt 220 Jahre - Stammumfang: 261, 338 - seit 1962 im Kataster |             | 0066 BG |
| BW                                      | Eibe vom Pfarramt                                      | Falkensee, Im Vorgarten Freymuthstraße 28 29/507 (52° 33′ 59,2″ N, 13° 6′ 7″ O)                                              | Repräsentant seiner Art; Ortsbild-Prägung; besonders markanter Baum - auffällige Blattentwicklung; Spitzendürre - Alter geschätzt 120 Jahre - Stammumfang: 198 - seit 1962 im Kataster |             | 0067 B  |
| BW                                      | Rathausplatzeiche                                      | Falkensee, Auf dem Rathausvorplatz neben dem Denkmal 29/534 (52° 34′ 0,5″ N, 13° 6′ 7,2″ O)                                  | Ortsbild-Prägung; historischer Bezug; Vergangenheitszeuge: nach dem Deutsch-Französischen Krieg 1871 gepflanzt - Spitzendürre; trockene Äste und Zweige - Stammumfang: 355 - seit 1962 im Kataster |             | 0069 B  |
| Direkt Bild zu diesem Denkmal hochladen | Seegefelder Friedenseiche                              | Falkensee, Nördlich des Pfarramtes Seegefeld in der Grünanlage an der Bahnhofstraße 30/145 ()                                | Ortsbild-Prägung; historischer Bezug; Vergangenheitszeuge, nach dem Deutsch-Französischen Krieg 1871 gepflanzt - in der Krone mehrere trockene Zweige und Äste; Vitalität II - Stammumfang: 278 - seit 1962 im Kataster |             | 0070 B  |
| BW                                      | Friedhofslinde                                         | Falkensee, Auf dem Friedhof in der Seegefelder Straße 30/22 (52° 33′ 47,2″ N, 13° 5′ 38,1″ O)                                | Repräsentant seiner Art; besonders markanter Baum - Spitzendürre; trockene Äste und Zweige; dreirippiger Stamm; in der Krone einige Traueräste; Vitalität II - Alter geschätzt etwa 220 Jahre - Stammumfang: 278 - seit 1962 im Kataster |             | 0071 B  |
| BW                                      | Eiche an der Sporthalle                                | Falkensee, Am Gutspark neben der Sporthalle 30/64 (52° 33′ 46,8″ N, 13° 5′ 27,9″ O)                                          | Restbestand des ehemaligen Gutsparkes von Seegefeld; besonders markanter Baum - in der Krone einige Schnittwunden im Starkastbereich durch Kronenpflege; Vitalität II - Alter geschätzt 170 Jahre - Stammumfang: 416 - seit 1962 im Kataster |             | 0073 B  |
| BW                                      | Gutspark-Buchen                                        | Falkensee, Im Gutspark nördlich der Sporthalle 30/411 (52° 33′ 50,8″ N, 13° 5′ 29,9″ O)                                      | Restbestand des ehemaligen Gutsparkes von Seegefeld; Ortsbild-Prägung; besonders markanter Baum - Zwei Bäume; Baum 2 Stammfäule; Vitalität jeweils II - Alter geschätzt 170 Jahre - Stammumfang: 341, 347 - seit 1962 im Kataster |             | 0074 BG |
| BW                                      | Eichen am Wildpark                                     | Falkensee, Nördlich vom Bahnhof Finkenkrug 44/144 (52° 34′ 14″ N, 13° 3′ 8,5″ O)                                             | Repräsentant seiner Art; Ortsbild-Prägung; besonders markanter Baum - vier Bäume: ein Baum am Rand des Parkplatzes, drei Bäume am Rand des Weges; an allen Bäumen Astausbrüche; Totholz; Stammaufbauchungen; Stamm- und Stockfäule; Baum 1 Pilzbefall (Leberreischling) - Alter geschätzt 200 Jahre - Stammumfang: 348, 520, 389, 480 - seit 1962 im Kataster                                                                                                |             | 0077 BG |
| Weitere Bilder Fotos hochladen          | Seegefelder Weißesche                                  | Falkensee, Auf einer Grünfläche (Kinderspielplatz) an der Mainzer Straße 28/1519 (52° 33′ 35,1″ N, 13° 7′ 0,6″ O)            | Repräsentant seiner Art; Ortsbild-Prägung; besonders markanter Baum - etwas Totholz im Schwachastbereich; in einem Meter Höhe kleine vermauerte Stammöffnung; Vitalität II - Stammumfang: 387 - Beschluss 0127 vom 30. Juli 1986 |             | 0129 B  |
| BW                                      | Eiche am Friedhof Kremmener Straße                     | Falkensee, Am Rande des Parkplatzes gegenüber dem Friedhofseingang Kremmener Straße 18/046 (52° 34′ 19,6″ N, 13° 5′ 49,6″ O) | Repräsentant seiner Art; Ortsbild-Prägung; besonders markanter Baum - Astausbrüche; Stammumfangwunden; guter Neuaustrieb; in etwa 1,50 Meter Höhe deutliche Aufbauchung; Ringwulst; Vitalität II - Alter geschätzt 220 Jahre - Stammumfang: 433 - Beschluss 0014 vom 7. Februar 1990 |             | 0136 B  |
| BW                                      | Gehölzgruppe am Busbahnhof (Platane Ilex Maulbeerbaum) | Falkensee, auf dem Gelände des Busbahnhofes 38/250 (52° 33′ 38,2″ N, 13° 5′ 20,4″ O)                                         | Die etwas exotisch anmutende Baumgruppe ist Rest eines auf dem Grundstück einer ehemaligen Stadtvilla angelegter Gehölzbestand. Von ehemals sieben Bestandsmitglieder sind noch drei als Naturdenkmale zu erhalten. Ortsbild-Prägung; besonders markanter Baum - Platane: Spitzendürre/Kurztriebigkeit; Vitalität III Ilex: Spitzendürre; Vitalität II Maulbeerbaum: nachlassende Vitalität III - Stammumfang: 367, 191 - Beschluss 0014 vom 7. Februar 1990 |             | 0140 BG |